# 峯田大夢
峯田大夢（日语：／ Mineta Hiromu，1995年6月24日—）是日本山形县出身的男性聲優兼前Cosplayer。株式會社i.nari所屬。
舊藝名是ヒロム ，作為Cosplayer的名字是NaGi。

## 來歷
畢業於AMUSEMENT MEDIA綜合學院。
曾是《MEN'S KNUCKLE》的模特兒。
為選出漫畫《學生會長是女僕！》中的登場角色碓冰拓海的形象男孩而舉行的「尋找碓冰拓海！比賽」，峯田大夢參加了2012年10月開始舉辦的少女漫畫雜誌《LaLa》的計畫。他提交了一張自己被玫瑰花包圍的照片，該照片給原作者藤原飛呂留下了深刻印象，因此獲得大獎。後來峯田扮演碓冰拓海的照片也被用作該作品單行本的宣傳海報上。
以此為契機，峯田開始迷上Cosplay並以Coser的身份展開活動。
2014年，峯田在手機遊戲《怪物彈珠》中作為聲優出道。
2021年，峯田在電視動畫《CESTVS -羅馬拳鬥士-》中擔任主角席斯坦的配音。
2024年12月31日，峯田透過社交平台宣布退出星塵傳播，並以自由身分進行活動。
2025年5月1日，峯田透過社交平台宣布加入株式會社i.nari Inc。

## 人物
曾在當模特兒的時期從山形搭乘夜行巴士前往東京工作。
峯田決定成為聲優的契機是在觀看電視動畫《Code Geass 反叛的魯路修》時，被聲優的演技深深震撼。

## 演出作品
※粗體字為主要角色。

### 電視動畫
2016年
- orange橘色奇蹟（中山、女兒A、男學生）
- 這個美術社大有問題！
- 戰國鳥獸戲畫（2016年 - 2017年、加藤清正[14]、上杉景勝）

2017年
- 清戀（男學生、上班族）
- 風箏答案（QバスターN） - バスターナイト名義[15]
- Code:Realize ～創世的公主～（士兵、村人）

2018年
- 小木乃伊到我家（田中、一目）
- 東京喰種:re（髯丸堂真）
- 人外的新娘（學生、男性B、男學生B）

2020年
- ARGONAVIS from BanG Dream! ANIMATION（觀眾）

2021年
- CESTVS -羅馬拳鬥士-（席斯坦[16][17]）
- 藍色時期（矢口八虎[18]）
- 博人传-火影次世代-（川波海人）

2022年
- Futsal Boys!!!!!（樫良木路易[19]）
- 異世界迷宮裡的後宮生活（村民、青年探索者）
- Muv-Luv Alternative（斑鳩崇繼）
- 永久少年 Eternal Boys（友人、偶像）

2023年
- TechnoRoid 超越意志（硅[20]、伊賀美奏路）
- 阿魯斯的巨獸（梅蘭[21]）
- 吸血鬼馬上死 第二季（所員、客）
- AYAKA -綾島奇譚-（男學生A、小丑、風林一太、男性A）
- BLEACH 千年血戰篇-訣別譚-（死神）
- 公司的小小前輩（路人B）
- 柚木家的四兄弟（班主任）
- 聖劍學院的魔劍使（士兵〈艾爾莎〉）

2024年
- 肌肉魔法使-MASHLE- 神覺者候補選拔試驗篇（學生、中年男性）
- 香格里拉·開拓異境～糞作獵手挑戰神作～（亞蘭米司[22]）
- WIND BREAKER—防風少年—（鹿沼稔[23]）
- 迷宮飯（村民1）
- 黑執事 寄宿學校篇（學生）
- 敗北女角太多了！（男學生）
- 夜櫻家大作戰（酒店員工、現代文學教師、部下、葉櫻部隊員、實驗體、其他）
- 關於我轉生變成史萊姆這檔事（蓋[24]）
- 孤單一人的異世界攻略（笨蛋A[25]、哥布林）
- 常軌脫離Creative（學生會成員B）

2025年
- 離開A級隊伍的我，和從前的弟子往迷宮深處邁進（優克·佛爾迪奧[26]）
- 青春之箱（輕音部）
- 我與尼特女忍者的莫名同居生活（常客、妖魔）
- 鄉下大叔成為劍聖～只是區區鄉下劍術師傅，成大器的弟子們卻不肯放過我～（騎士團員、青年貝裡爾·加德南特、薩利卡茲、冒險者、教會騎士、其他）
- 鬼人幻燈抄（善二[27]）

### 劇場版動畫
- HUMAN LOST 人間失格（2019年）

### 網路動畫
- 岐阜県大垣市プロデュースアニメ（2020年 - 2021年、學生B、ヤス）-2部作品
- 星際大戰：視界（2021年、伊桑[28]）
- 印西二三事（2022年）
- Vivid BAD SQUAD - Journey to Bloom「RESOLVE」（2023年、三田）
- 高爾夫物語（2024年、前輩A）

### 遊戲
2014年
- 怪物彈珠（2014年 - 2025年 日本武尊[29]、德川家康、阿拉丁、齊格菲、瑠璃、海姆達爾、水仙、森蘭丸、因陀羅、維梅爾、柴郡貓、哈姆雷特 等）[30]

2016年
- 下流現充（美浦悠人）

2018年
- 月神編年史R（エレガ）
- 刀劍神域 奪命凶彈（阿法西斯A290-00〈男聲2〉）

2019年
- 無盡對決（米諾陶洛斯、奧拉德）
- TRAVIA RETURNS（ブレイド）
- Dragalia Lost ～失落的龍絆～（夜天[31]、夏實[31]）
- 彩虹島物語夢色幻想（ジェリル[32]）
- 艾倫奇想（トレント）
- 言靈戰士（2019年 - 2020年 ヤマトタケル、德川家康）
- 妄想破綻（佚名）
- 怪物彈珠夢想企業（日本武尊[33]）

2020年
- 交鋒聯盟（日本武尊、狂熱のワイルドフラワー[34]）
- 聖劍英靈傳（ホーク）
- 世界計劃 繽紛舞台！ feat.初音未來（2020年 - 2023年 三田洸太郎）
- 美男王子 - 美女與野獸的最後之戀（里歐＝奧堤斯[35]）

2021年
- 天使之翼 黄金世代的挑戰（ライール[36]）
- 闇影詩章（爪牙的戰鬥兵[37]、孔蘇[37]、迷宮牛頭人[37]）
- Futsal Boys!!!!!（樫良木路易[38]）

2022年
- TechnoRoid UNISON HEART（矽[39]）
- Fragment's Note+（天坂幹也[40]）
- 白貓Project（ガナード[41]）

2023年
- 立方體之星（柴郡貓[42]、哈姆雷特[43]）
- Muv-Luv Alternative（斑鳩崇繼[44]）
- 神之塔：New World（資料人吉黑德[45]）
- 刺客教條：幻象（努爾[30]）

2024年
- 問答RPG 魔法使與黑貓維茲（Treize）
- 星辰深淵酒吧（バラン[46]）
- 逆向坍塌：麵包房行動（蒙德[47]）
- 新宿羅生門（沖田洸[48]）
- 碧藍幻想（スター君〈アリスター〉）

2025年
- 百日戰記 -最終防衛學園-（第4部隊長昆德烈）

## 外部連結
- 峯田大夢的X（前Twitter）